# Кикино (Можайский район)
Кикино — деревня в Можайском районе Московской области, в составе Сельского поселения Борисовское. Численность постоянного населения по Всероссийской переписи 2010 года — 1 человек. До 2006 года Кикино входило в состав Борисовского сельского округа.
Деревня расположена в южной части района, примерно в 14 км к югу от Можайска, на правом берегу реки Протвы, у впадения притока Роженка, высота центра над уровнем моря 187 м. Ближайшие населённые пункты — Телятьево на противоположном берегу реки и Судаково на юго-восток.
22 июня 1966 года на перекрёстке дорог у деревни Кикино был установлен невысокий обелиск, увенчанный красной звездой. На обелиске была сделана надпись: «Погибшим воинам в годы Отечественной войны от пионерского лагеря „Радуга“».